# Tajursindang
Tajursindang is een bestuurslaag in het regentschap Purwakarta van de provincie West-Java, Indonesië. Tajursindang telt 4874 inwoners (volkstelling 2010).